# Samsung Galaxy Tab S3
Samsung Galaxy Tab S3 — планшет корейской компании Samsung из серии Galaxy Tab. Tab S3 стал первым в мире планшетом, собранным на базе процессора Qualcomm Snapdragon 820, а так же первым планшетом Samsung с динамиками от австрийской компании AKG.
Устройство относится к средней ценовой категории, выпускается в двух версиях: Wi-Fi и LTE.

## Технические характеристики
- Материал корпуса: металл, стекло
- Операционная система: Android 7.0 Nougat
- Экран: AMOLED, диагональ 9,7", разрешение 2048 × 1536 точки (4:3), 264 ppi
- Основная камера: 13 Мп, f/2.0, автофокус, LED-вспышка, запись видео 4K при 30 fps
- Фронтальная камера: 5 Мп
- Оперативная память: 4 ГБ
- Память для хранения данных: 32 ГБ, microSD до 256 ГБ
- Процессор: четырёхъядерный Qualcomm Snapdragon 820, два ядра Kryo 2.15 ГГц и два ядра Kryo 1.6 ГГц
- Графика: Adreno 515
- Разъёмы: USB 3.1
- SIM: Nano-SIM (версия LTE)
- Интерфейсы: 802.11 a/b/g/n/ac 2.4 + 5ГГц, Bluetooth v4.2
- Навигация: GPS, ГЛОНАСС, Beidou, Galileo
- Дополнительно: акселерометр, гироскопический датчик, компас, датчик приближения, датчик освещенности
- Защита от воды и пыли: информация отсутствует
- Батарея: 6000 мАч (воспроизведение видео до 12 часов[2])
- Габариты: 237 х 169 × 6 мм
- Вес: 429 г (LTE-версия 434 г)

## Программное обеспечение
Планшет работает на оболочке Clean UI, которая базируется на Android 7.0 Nougat.
Из коробки в Tab S3 установлен офисный пакет от компании Microsoft, включающий в себя Word, Excel, Power Point, Skype, OneDrive и OneNote.
Планшет совместим со стилусом S Pen. Есть поддержка рукописного ввода, всего устройство распознает до 4096 уровней нажатия стилуса.
Безопасность доступа к планшету обеспечивается сканером отпечатков пальцев, который встроен в кнопку "Домой".

## Продажи
Впервые Galaxy Tab S3 был представлен 27 февраля 2017 года на выставке MWC 2017.
Изначально старт продаж в России был назначен на 24 марта 2017 года, но затем дата сместилась на 14 апреля 2017 года.
Цена сразу же после выхода составляла 59 990 рублей. 20 июля 2017 года компания объявила о снижении цены до 49 990 рублей, что, возможно, связано с конкуренцией с iPad 2017. К середине 2019 года стоимость снизилась чуть более чем на 50% до 29 500 рублей.
Модель доступна в двух версиях Wi-Fi и LTE (есть слот под Nano-SIM). А так же в двух цветовых вариантах: черный и серебряный.